# Richard von Coudenhove-Kalergi
Richard Nikolaus von Coudenhove-Kalergi (Tòquio (Japó) 1894 - Schruns, Àustria 1972) fou un polític i pensador txec, d'ascendència austríaca i japonesa, activista del moviment paneuropeu. Porta el títol nobiliari de comte (Graf).

## Vida
Va néixer el 16 de novembre de 1894 a la ciutat de Tòquio. És fill de Mitsuko Aoyama (1874–1941), descendent d'una família de negociants i de Heinrich von Coudenhove-Kalergi, un aristòcrata i diplomàtic austrohongarès, enviat com a chargé d'affaires al Japó. Va passar la infància entre Bohèmia, on la seva família comptava amb diverses possessions, i Viena. Del costat patern, eix d'una nissaga noble amb arrels al Brabant des del segle xi. Va estudiar filosofia a la Universitat de Viena, universitat en la qual aconseguí el doctorat l'any 1917.
El 1919 obtingué la nacionalitat txeca. Des de la presa del poder pels nazis el 1933, tots els seus llibres van acabar en cremes de llibres organitzades per estudiants nacionalsocialistes. Tan bon punt Àustria va ser annexionada pel Tercer Reich va fugir a França l'any 1938, i l'any 1940 als Estats Units d'Amèrica. Allà va donar classes a la Universitat de Nova York fins al 1945, data en la qual va retornar a França.
Morí el 27 de juliol de 1972 a la ciutat de Schruns, població situada a l'estat austríac de Vorarlberg.

## Europeisme
| «                                      | És possible que a la petita península europea vint-i-cinc estats visquin l'u a costat de l'altre en l'anarquia internacional, sense un estat de coses semblant, provocant la més terrible catàstrofe política, econòmica i cultural? L'Europa dividida porta a la guerra, l'opressió, la misèria; Europa unida condueix a la pau i la prosperitat. | » |
| — Coudenhove-Kalergi, 1923, Pan-Europa | |   |

Era una gran defensor de la integració europea, tot i que n'excloïa Rússia i el Regne Unit. El 1923 va publicar el seu llibre Pan-Europa, el seu programa per a una integració europea. Va ser un dels primers per desenvolupar la idea d'una Europa política, que abans només era un concepte geogràfic. Les seves idees, publicades en un altre llibre Kampf um Paneuropa («La lluita per Panaeuropa», 1928) van influenciar Aristide Briand i el seu discurs en la Societat de Nacions del 8 de setembre de 1929 a Ginebra. Així mateix fou l'ideòleg de la unió de la producció del carbó alemany i francès sota una mateixa organització, projecte que posteriorment es denominà Comunitat Europea del Carbó i l'Acer (CECA).
L'any 1929 fou el primer a proposar l'adopció com a Himne Europeu l'Oda a l'Alegria amb lletra de Friedrich von Schiller sobre la Novena Simfonia de Ludwig van Beethoven.
L'any 1945 va fundar la Unió Parlamentària Europea. En la conferència d'aquesta Unió realitzada entre el 8 i el 12 de setembre de 1947 va defensar la idea que la creació d'un mercat ampli i amb una moneda estable. Hauria de ser el vehicle perquè Europa reconstruís el seu potencial i ocupés el lloc que li corresponia en el concert de les nacions.
L'any 1950 fou el primer guardonat amb el Premi Internacional Carlemany, concedit per la ciutat d'Aquisgrà, a la persona que contribueix a la idea d'una Europa unida i en pau.

## El mestissatge com solució contra el racisme
Va desenvolupar una teoria al seu llibre Praktischer Idealismus (Idealisme pràctic) com que els problemes de racisme es resoldrien per un mestissatge creixent
| «                                                   | L'home del futur serà una barreja de races. Les races i les classes d'avui dia desapareixeran de forma gradual a causa de la desaparició de l'espai, el temps i els prejudicis. La raça euràsica-negroide del futur, similar en la seva aparença als antics egipcis, reemplaçarà la diversitat de pobles per una diversitat d'individus. | » |
| — Coudenhove-Kalergi, 1926 , Praktischer Idealismus | |   |

Coudenhove-Kalergi volia una Europa llibre, fort, tolerant i oberta on tothom cap. La propaganda nacionalsocialista va fer servir aquests escrits i altres com a prova que els elits, nobles i jueus i altres decadents haurien volgut destruir la «raça». El neonazi Gerd Honsik (1941-2018), va continuar en aquesta línia a principi del segle xxi. Aquest escriptor austríac refugiat a Màlaga –condemnat a Àustria per negar l'holocaust– va inventar un anomenat «Pla Kalergi» en un llibre de 2005. Coudenhove-Kalergi hauria fet un pla en vint-i-huit punts per afeblir les races i nacions occidentals i preparar, així fent, el terreny per una dominació jueva. Aquesta teoria de la conspiració queda molt popular en cercles de supremacistes blancs, neonazis iultradretans. Aquests conspiracionistes veuen en la política d'integració europea la «prova» que el pla hauria ben avançat.

## Obres destacades
- 1925: Praktischer Idealismus (Idealimse pràctic)
- 1928: Kampf um Paneuropa, 3 volums (Lluita per a Paneuropa)
- 1953: Die Europäische Nation (La nació europea)
- 1971: Weltmacht Europa (Europa, potència mundial)